# Campages ovalis
Campages ovalis är en armfotingsart som beskrevs av Bitner 2008. Campages ovalis ingår i släktet Campages och familjen Dallinidae.
Artens utbredningsområde är havet kring Fiji. Inga underarter finns listade i Catalogue of Life.